# Siega Verde
L'art paleolític té un dels seus principals exponents en l'estació paleolítica de Siega Verde, al municipi de Villar de la Yegua, Salamanca.

## Història
Aquest jaciment d'art rupestre parietal, va ser descobert el 1988, per Manuel Santoja i Rosario Pérez, professors que, treballant per l'inventari arqueològic de Salamanca, van trobar a l'horta del riu Águeda, a l'aire lliure, figures gravades a la roca que representaven cavalls, cabres, bous i cérvols, entre les més comunes, i d'altres com rens i bisons, espècies avui extingides en aquestes latituds, o rinoceronts llanuts, espècie extinta, pròpies de climes freds, que denoten el caràcter paleolític d'aquests gravats.

## Estructura
Des de llavors, s'han arribat a catalogar més de cinc-cents gravats zoomorfs del Paleolític superior, del període gravetià (fa 20.000 anys) i antropomorfs més recents del període magdalenià (fa 12.000 anys), en 94 panells, al llarg de tres quilòmetres a la vora del riu Águeda. Declarada com a Bé d'Interès Cultural per la Junta de Castella i Lleó, és avui, sens dubte, una de les troballes importants en l'art paleolític.

## Localització
El jaciment es pot trobar al llarg del riu Águeda i, per accedir-hi, s'ha d'arribar al pont sobre l'esmentat riu a la carretera entre Castillejo de Martín Viejo i Villar de la Yegua. S'ha construït en el lloc una aula d'interpretació arqueològica, que ofereix als visitants una àmplia informació sobre la vida a la zona d'aquests pobladors i de la localització de l'art rupestre.

## Valor cultural
El Comitè del Patrimoni Mundial de la UNESCO, que va realitzar a Brasília (Brasil) el seu 34è aplec, va aprovar l'extensió del lloc d'art rupestre prehistòric de la Vall del Côa (Portugal) amb la inscripció del jaciment arqueològic de Siega Verde (Castella-i-Lleó) en la llista de Patrimoni Cultural de la Humanitat.
Aquest conjunt paleolític de Siega Verde representa, al parer de la UNESCO, el conjunt més excepcional a l'aire lliure de l'art paleolític a la península Ibèrica, que s'incorpora a la ja reconeguda com a Patrimoni Mundial de la Vall del Côa a Portugal. Tots dos il·lustren de manera extraordinària els temes iconogràfics i d'organització del Paleolític superior, mostrant les relacions socials, econòmiques i espirituals dels humans.